# Chiesa di San Mamiliano a Tumolo
La chiesa di San Mamiliano a Tumolo era un luogo di culto cattolico situato nel comune di Grosseto. La sua ubicazione era presso la tenuta di San Mamiliano, non lontano dalla torre della Trappola, nella parte sud-occidentale del territorio comunale nei pressi dell'argine destro del fiume Ombrone.

## Storia e descrizione
Di origini medievali, la chiesa risale quasi sicuramente agli inizi del XII secolo, venendo citata per la prima volta in una bolla papale datata 1140. Il luogo di culto risultava originariamente alle dipendenze dell'abbazia di San Salvatore a Giugnano, mentre nel corso del Duecento l'edificio religioso seguì il destino della struttura monastica da cui dipendeva passando tra i possedimenti dell'abbazia di San Galgano. Non sono ancora chiari i tempi esatti e le cause del declino e del conseguente abbandono della chiesa, anche se è ipotizzabile che il luogo di culto fosse rimasto attivo almeno fino al periodo a cavallo tra il tardo Medioevo e l'epoca rinascimentale.
Della chiesa di San Mamiliano a Tumolo, di cui si sono perse completamente le tracce, è stato possibile individuare l'esatta ubicazione in cui sorgeva grazie alla denominazione assunta dalla tenuta che si estende attorno all'area in cui sorgeva l'edificio religioso. L'abbandono e la scomparsa del luogo di culto furono superati in epoca moderna con l'edificazione della cappella di Santa Maria alla Trappola.